# Almer Zsuzsa
Almer Zsuzsa (Mátészalka, 1948. március 27. –) magyar belsőépítész, festő, szobrász. Főként belsőépítészettel foglalkozik.

## Életpályája
1966 és 1970 között a  Péchy Mihály Felsőfokú Építőipari Technikumba járt, majd 1974 és 1976 között a Magyar Iparművészeti Főiskola építész-tervezőművész hallgatója volt. 1994 és 1996 között műemléki szakmérnöki képesítést szerzett a budapesti Műszaki Egyetemen. 1976 és 1978 között az Erdőterv, illetve az Erfaterv munkatársa volt, 1978-től 1988-ig a Boltberendező Vállalatnál, 1989-ben az Artunionnál, 1989 és 1992 között a KÖZTI tervezőjeként dolgozott. 1992-től szabadúszó belsőépítész.

## Díjai, elismerései
- 1994: Eredeti ideák a bútortervezésben című pályázat II. díja (Tücsök fotel);
- 1995: A jövő bútorai című pályázat I. díja (Napisten kanapé).

## Tagságai
- Magyar Belsőépítész Közhasznú Egyesület

## Egyéni kiállításai
- 1989 • Az én környezetem, Fiatal Művészek Klubja, Budapest
- 1993 • Zsuzsa és műfajai, Karolina Galéria, Budapest
- 1995 • Magritte átiratok, Karolina Galéria, Budapest
- 1998 • Avantgarde bútorok, Péter-Pál Galéria, Szentendre.

## Részvétele csoportos kiállításokon
- 1968 • Déri Múzeum, Debrecen
- 1969 • Medgyessy Terem, Debrecen
- 1990 • Kossuth Gimnázium, Debrecen
- 1992 • Ba-rock asztal, Budapesti Nemzetközi Vásár, Budapest
- 1993 • Art Revue, Budapest Kongresszusi Központ, Budapest
- 1994 • Eredeti ideák a bútortervezésben, Budapesti Nemzetközi Vásár, Budapest • Kiszobor ’94, Vigadó Galéria, Budapest • Piranéző, Szépművészeti Múzeum, Budapest
- 1995 • A jövő bútorai, Budapesti Nemzetközi Vásár, Budapest • Könyvtárgy pályázat Moholy-Nagy László emlékére, Vigadó Galéria, Budapest
- 1996 • A Medgyessy-szakkörből indult művészek kiállítása, Debrecen
- 1997 • Nemzetközi Könyvobjekt kiállítás, Xantus János Múzeum, Győr • Modern Művészetek Múzeuma Hajdúszoboszló
- 1998 • Nemzetközi könyvobjekt kiállítás, Vasarely Múzeum, Budapest

## Művei közgyűjteményekben
- Modern Művészetek Múzeuma, Hajdúszoboszló
- Művésztelepi gyűjtemény, Hajdúnánás.